# Brochiraja leviveneta
Brochiraja leviveneta és una espècie de peix de la família dels raids i de l'ordre dels raïformes.

## Morfologia
- Els mascles poden assolir 50,9 cm de longitud total.[4]

## Hàbitat
És un peix marí i d'aigües profundes que viu entre 300-1.200 m de fondària.

## Distribució geogràfica
Es troba a l'oceà Pacífic sud-occidental: Nova Zelanda.

## Observacions
És inofensiu per als humans.